# Contea di Windham (Connecticut)
La contea di Windham (in inglese Windham County) è una contea posta nell'area nord-orientale dello Stato del Connecticut negli Stati Uniti.
Come per le altre contee dello Stato del Connecticut la contea di Windham rappresenta solo una divisione geografica del territorio dello Stato e non ha alcuna funzione amministrativa.

## Geografia fisica
La contea confina a nord con la contea di Worcester del Massachusetts, a est con le contee di Providence e di Kent del Rhode Island, a sud con la contea di New London ed a ovest con la contea di Tolland.
Il territorio è prevalentemente collinoso. Il fiume principale dell'area orientale è il Quinebaug, che scorrendo dal Massachusetts verso sud forma il West Thompson Lake, il lago più vasto della contea. Proseguendo verso sud il Quinebaug forma una lunga vallata prima di sfociare nel Thames. Altri i fiumi da ricordare sono il Natchaug e lo Shetucket.
Le città principali sono Windham, Willimantic e Putnam.

### Contee confinanti
- Contea di Worcester - nord
- Contea di Providence - est
- Contea di Kent - sud-est
- Contea di New London - sud
- Contea di Tolland - ovest

## Storia
L'area era abitata dai nativi Nipmuc agli inizi del 1600. La contea di Windham fu costituita il 12 maggio 1726.

## Comuni
Town
| - Ashford - Brooklyn - Canterbury - Chaplin - Eastford - Hampton - Killingly - Plainfield | - Pomfret - Putnam - Scotland - Sterling - Thompson - Windham - Woodstock |

Borough
- Danielson

CDP
- Willimantic
- Putnam District